# Lazhar Akremi
Lazhar Akremi (arabe : لزهر العكرمي), né le 6 mars 1959 à Gafsa, est un journaliste, avocat et homme politique tunisien.
Il est ministre délégué auprès du ministre de l'Intérieur chargé des Réformes, du 1er juillet au 24 décembre 2011, au sein du gouvernement de Béji Caïd Essebsi. En 2015, il est ministre auprès du chef du gouvernement chargé des Relations avec l'Assemblée des représentants du peuple. De 2019 à 2020, il est ministre-conseiller auprès du chef du gouvernement Youssef Chahed.

## Biographie

### Études
Lazhar Akremi étudie au lycée mixte de Gafsa puis à la faculté de lettres de La Manouba, en 1980 et 1981, et à l'université de Damas (Syrie), où il décroche une maîtrise de droit.

### Carrière professionnelle
En 1984, il devient journaliste. Entre 1992 et 1994, il est attaché de presse au sein du ministère de la Justice. À partir de 1994, il exerce la profession d'avocat.

### Carrière politique
À la suite de la révolution de 2011, Lazhar Akremi est nommé ministre délégué auprès du ministre de l'Intérieur, chargé des Réformes, dans le gouvernement de Béji Caïd Essebsi. Son ministre de l'Intérieur référent est Habib Essid.
En 2012, il rejoint Béji Caïd Essebsi pour fonder Nidaa Tounes dont il devient le porte-parole. Il est élu à l'Assemblée des représentants du peuple lors des élections du 26 octobre 2014 dans la circonscription de Ben Arous. Le 23 janvier 2015, il est nommé au poste de ministre auprès du chef du gouvernement chargé des Relations avec l'assemblée dans le gouvernement de Habib Essid. Le 5 octobre, il annonce sa démission, acceptée le lendemain par le chef du gouvernement.
En juin 2019, il est nommé ministre-conseiller auprès du chef du gouvernement Youssef Chahed ; il démissionne de ce poste le 24 février 2020, à la veille du vote de confiance du gouvernement d'Elyes Fakhfakh.
Le 13 février 2023, opposant de premier plan au président Kaïs Saïed, il est arrêté pour complot contre l'État et conduit à la caserne de Bouchoucha,. Le 13 juillet, il est remis en liberté,.

### Distinction
Le 23 novembre 2011, il est décoré des insignes de commandeur de l'Ordre de la République tunisienne.

### Vie privée
Lazhar Akremi est marié et père de trois enfants.

## Publications
- (ar) أوطان التحريم و التجريم و الاستباحة [« Patries : interdiction, criminalisation et expropriation »], Tunis, Karem Sharif,‎ 2016[14].